# The Accountant
The Accountant is een Amerikaanse actiefilm uit 2016 die geregisseerd werd door Gavin O'Connor. De hoofdrollen worden vertolkt door Ben Affleck, Anna Kendrick en J.K. Simmons. In maart 2025 werd een vervolgfilm uitgebracht onder de naam The Accountant 2.

## Verhaal
Christian Wolff werkt als forensisch accountant voor criminele organisaties die hem door een geheimzinnige figuur, bekend als The Voice, worden aangeboden. Hij is een wiskundig genie en gebruikt zijn talenten om de frauduleuze boekhoudingen van de criminele organisaties op orde te krijgen.
In zijn jeugd werd bij Christian autisme vastgesteld, waardoor werd aangeraden om hem naar de Harbor Neuroscience Institute in New Hampshire te brengen. Hoewel hij een vriendschap had ontwikkeld met Justine, de dove dochter van de directeur van het instituut, besloot zijn vader om hem niet naar het instituut te brengen. De gewezen militair vond dat zijn zoon de hindernissen die met zijn psychische aandoening gepaard gingen zelf moest overwinnen en niet hoefde te verwachten dat de wereld zich aan hem zou aanpassen. Christians moeder liet hem al snel in de steek, waardoor Christian en zijn broer Braxton alleen achterbleven met hun vader.
Raymond King, die op het punt staat op pensioen te gaan, moet in dienst van de Department of the Treasury financiële misdrijven opsporen en bestrijden. Om Christian, die hij kent onder het alias The Accountant, te identificeren, roept King de hulp in van Marybeth Medina. Ze is verplicht om mee te werken, aangezien King dreigt om haar misdadig verleden naar buiten te brengen. De analiste heeft weinig aanwijzingen. Ze beschikt enkel over een handvol aliassen en een video waarin enkele leden van de misdaadfamilie Gambino doodgeschoten worden. Medina vermoedt dat The Accountant de schutter uit de video is.
Christian werkt ondertussen voor het legitiem bedrijf Living Robotics dat problemen heeft met zijn boekhouding. Hij werkt samen met Dana, de boekhoudster van het bedrijf, om te achterhalen wat er scheelt. Samen ontdekken ze dat er 61 miljoen dollar is weggesluisd. Wat later wordt de financiële directeur van het bedrijf door een huurmoordenaar, The Assassin, verplicht om zelfmoord te plegen. De overige directieleden, Lamar en Rita Blackburn, interpreteren de zelfmoord als een schuldbekentenis.
Vervolgens worden ook Christian en Dana door huurmoordenaars aangevallen. Christian weet ze uit te schakelen en Dana te redden. Ze komen te weten dat de 61 miljoen dollar gebruikt werd om de waarde van de aandelen van Living Robotics te verhogen. De twee vermoeden dat Rita Blackburn verantwoordelijk is voor de fraude en moordaanslagen. Wanneer ze haar opzoeken, merken ze echter dat Rita zelf vermoord is door The Assassin, die net weet te ontsnappen. Inmiddels is Christian er ook achter gekomen dat Lamar Blackburn het brein achter de zaak is.
Medina achterhaalt dat Christian Wolff de echte naam van The Accountant is. Samen met King brengt ze een bezoekje aan Christians huis. King onthult vervolgens dat Christian hem al jaren belangrijke informatie over criminele organisaties bezorgt en dat de zoektocht naar zijn ware identiteit een test was. Doordat Medina de identiteit achterhaald heeft, weet King dat ze de geschikte persoon is om hem na zijn pensioen op te volgen.
Christian besluit het huis van Lamar Blackburn aan te vallen. Hij stoot er op een leger huurlingen van The Assassin. Tijdens de schietpartij komt Christian te weten dat The Assassin niemand minder dan zijn broer Braxton is, met wie hij na de dood van zijn vader geen contact meer had. De twee begraven de strijdbijl, waarna Lamar Blackburn door Christian gedood wordt.
Nadien speelt The Voice alle informatie over de financiële misdrijven van Lamar Blackburn door aan Medina. Christian neemt afscheid van Dana en besluit zijn broer Braxton op te sporen. In de Harbor Neuroscience Institute is te zien hoe een inmiddels volwassen Justine de persoon achter The Voice is.

## Rolverdeling
| Acteur                 | Personage               |
| ---------------------- | ----------------------- |
| Ben Affleck            | Christian "Chris" Wolff |
| Anna Kendrick          | Dana Cummings           |
| J.K. Simmons           | Raymond "Ray" King      |
| Jon Bernthal           | Braxton "Brax" Wolff    |
| Cynthia Addai-Robinson | Marybeth Medina         |
| John Lithgow           | Lamar Blackburn         |
| Jean Smart             | Rita Blackburn          |
| Andy Umberger          | Ed Chilton              |
| Jeffrey Tambor         | Francis Silverberg      |
| Alison Wright          | Justine                 |
| Robert C. Treveiler    | Vader van Christian     |
| Mary Kraft             | Moeder van Christian    |
| Seth Lee               | Christian als kind      |